# 'Tis the 30th Season
'Tis the 30th Season, titulado Es la temporada 30 en España e Hispanoamérica, es el décimo episodio de la trigésima temporada de la serie de televisión animada Los Simpson, y el episodio 649 de la serie en general. Se emitió en los Estados Unidos en Fox el 9 de diciembre de 2018.

## Argumento
Después de la cena de Acción de Gracias, Bart Simpson y Lisa Simpson da a Marge Simpson y Homer Simpson su lista actual, pidiendo un televisor inteligente que cuesta $2,400. Cuando una oferta de Viernes Negro se muestra en la televisión en el Sprawl-Mart, Marge y Homer hacen planes para ello.
Marge acampa en Sprawl-Mart, ocupando un lugar en la fila. Homero no la alivia cuando su bufanda se atasca en la puerta y lo deja inconsciente. Cuando la tienda abre, en lugar de agarrar el televisor, ella ayuda a Gil Gunderson a agarrar un regalo para su nieta. Gil lo vende por $100 a Reverendo Lovejoy.
Marge está estresada por la preparación para Navidad, así que Homer y los niños preparan unas vacaciones para la familia en el Kissimmee St. Nick Theme Park and Resort en Florida. Para poder llevarla allí, tienen que sedarla. Llegaron a la estación, pero no fue lo que esperaban.
El parque temático es aún más raro, pero todos tratan de mostrarle a Marge que se están divirtiendo. Por la mañana, Bart y Lisa van a quejarse al gerente, Jeanie. Se queja de la falsa aparición en el sitio web y explica que no puede competir con los grandes como Disney's. Padre de Familia El mundo y los ignora.
De vuelta en el parque, van al horripilante túnel del amor, el Gator Petting Zoo, y el Hall of Vice Presidents donde expresan sus verdaderos sentimientos sobre el viaje. Para obtener su reembolso y volver a casa, Bart toma las cabezas de los vicepresidentes anamatrónicos y las deja bajo las sábanas de la cama de Jeanie, asustándola.
Después de terminar el combustible, van a pie a la ciudad y descubren que Moe Szyslak ha estado celebrando una cena para el viejo y necesitado en su taberna. Se unen a la cena, junto con Abuelo Simpson.
Al final, Jeanie devuelve el doble del dinero de los Simpson. Compran el televisor inteligente que querían y ven Yule Log en HD cuando termina el episodio.

## Recepción
Tony Sokol de Den of Geek le dio al episodio 2 de 5 puntos de clasificación, declarando que "'Es la 30ª Temporada' tiene una premisa mejor que una ejecución, que no debe confundirse con una crucifixión. Marge hace una buena acción en el espíritu de la fiesta y le cuesta el regalo de Navidad perfecto para los niños. Es como el regalo de Maggie sin barras Oh Henry para Homero. La familia Simpson sacrifica la felicidad personal al menos afortunado, el ex-vendedor Gil, el hombre más desafortunado de la ciudad, solo para verlo descartarlo crudamente por una mejor oferta. El cinismo casual hace que Marge tenga un colapso implosivo, que es la mejor parte del episodio, pero al final se queda atrapada en una chimenea".
Dennis Perkins de The A.V. Club dio el episodio C- ranking, afirmando que "The Simpsons hace uso de tramas de comedias familiares y de su propia realidad fluida y cómicamente inventiva para tomar esas tramas trilladas y convertirlas en algo satíricamente subversivo, a la vez que se mantiene fiel a su núcleo de humanidad reconocible. O, ya sabes, debería. "Es la 30ª temporada", sin embargo, muestra cómo es "Los Simpson" cuando la inspiración es dejada fuera, una sosa y placentera comedia familiar con algunos toques surrealistas.
"Tis the 30th Season" obtuvo una puntuación de 2,8 con 11 acciones y fue visto por 7,53 millones de personas, lo que convierte a "The Simpsons" en el programa de mayor audiencia de la noche de Fox.